# Ahmed al-Muwallad
Ahmed Khader al-Muwallad (* 16. Februar 1988) ist ein saudischer Hürdenläufer, der sich auf die 110-Meter-Distanz spezialisiert.

## Sportliche Laufbahn
Erste internationale Erfahrungen sammelte Ahmed al-Muwallad bei den Jugendweltmeisterschaften 2005 in Marrakesch, bei denen er in 13,66 s Platz fünf belegte. Zwei Jahre später schied er bei den Asienmeisterschaften in Amman in der ersten Runde aus, wie auch bei den Hallenasienspielen in Macau. Im Jahr darauf wurde er bei den Hallenasienmeisterschaften in Doha in 8,05 s Fünfter über 60 m Hürden. 2009 siegte er bei den Arabischen Meisterschaften in Damaskus mit der saudischen 4-mal-100-Meter-Staffel und gewann in 13,92 s die Silbermedaille im Hürdenlauf. Anschließend gelangte er auf Rang vier bei den Hallenasienspielen in Hanoi. Ende November wurde er im Finale der Asienmeisterschaften in Guangzhou disqualifiziert. Im Jahr darauf wurde er bei den Asienspielen ebendort Vierter im Hürdenlauf und belegte mit der Staffel in 40,01 s Rang sechs.
2011 wurde er im Vorlauf der Asienmeisterschaften in Kōbe disqualifiziert und wurde bei den Militärweltspielen in Rio de Janeiro im Hürdenlauf und mit der Staffel jeweils Sechster. Anschließend wurde er bei den Arabischen Meisterschaften in al-Ain Vierter und siegte bei den Panarabischen Spielen in Doha über die Hürden und mit der Staffel. Zwei Jahre später wurde er bei den Arabischen Meisterschaften in Radès disqualifiziert. 2015 schied er bei den Asienmeisterschaften in Wuhan über beide Disziplinen in der ersten Runde aus und wurde bei den Militärweltspielen im südkoreanischen Mungyeong im Finale disqualifiziert. 2017 siegte er im Hürdenlauf bei den Islamic Solidarity Games in Baku und wurde mit der Staffel Sechster. Daraufhin gewann er bei den Asienmeisterschaften in Bhubaneswar in 13,61 s die Bronzemedaille und siegte mit der Staffel bei den Arabischen Meisterschaften in Radès. Anfang September siegte er bei den Asian Indoor & Martial Arts Games in Aşgabat in 7,66 s im 60-Meter-Hürdenlauf. Bei den Hallenweltmeisterschaften 2018 in Birmingham erreichte er das Halbfinale und wurde Ende August in 13,50 s Vierter bei den Asienspielen in Jakarta. Kurz darauf wurde er beim Leichtathletik-Continentalcup in Ostrava in 13,83 s Siebter.
2019 gewann er bei den Arabischen Meisterschaften in Kairo in 13,90 s die Silbermedaille und schied zwei Wochen später mit 13,88 s im Vorlauf der Asienmeisterschaften in Doha aus. Zudem erreichte er mit der Staffel in 39,52 s Rang vier.

## Persönliche Bestzeiten
- 110 m Hürden: 13,36 s (+0,9 m/s), 4. Juni 2018 in Prag (Saudischer Rekord)
- 60 m Hürden (Halle): 7,57 s, 3. Februar 2018 in Mondeville (Saudischer Rekord)